# Reigersbosje
Het Reigersbosje is gelegen in het Saleghem Krekengebied. Het is een klein dichtbegroeid naaldbos. Het dankt zijn naam aan de kolonie blauwe reigers die er jaar na jaar broeden.
Na het broedseizoen foerageren de reigers aan de Karnemelkputten en de Grote Saleghemgeul.

## Externe links

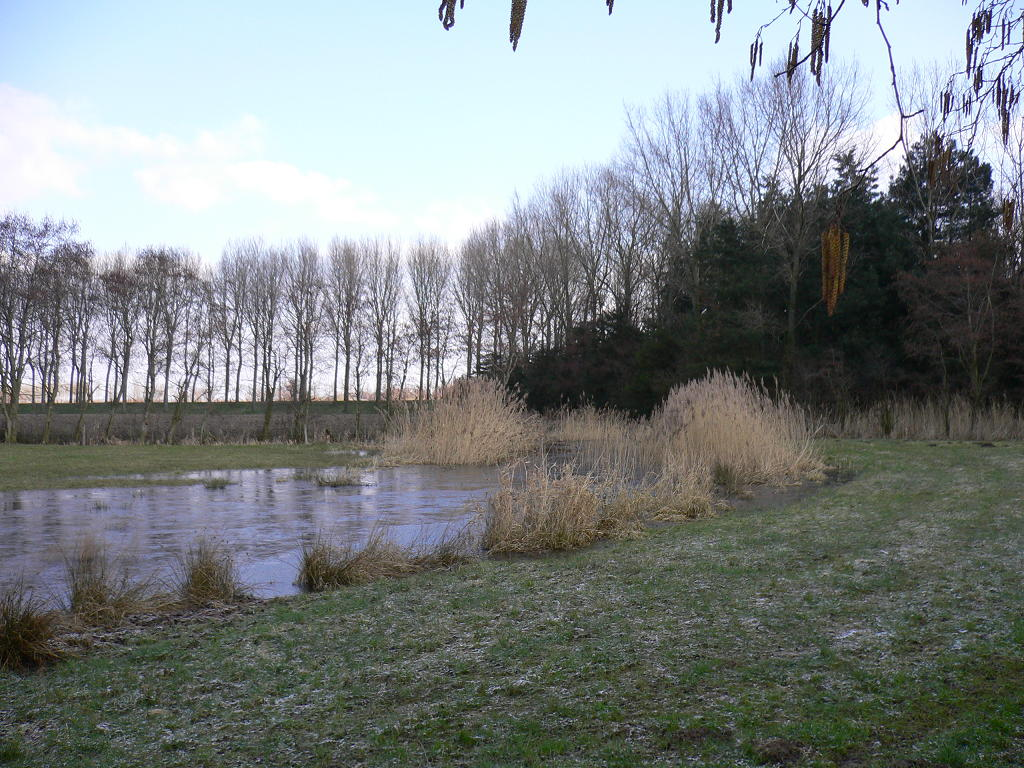
De Karnemelkputten, geliefd door de foeragerende reigers.
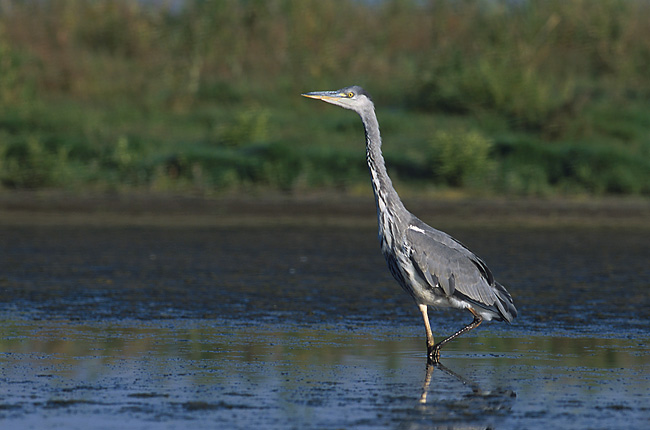
Blauwe reiger